# 赫瑟尔
赫瑟尔（德語：Hörsel，發音：[ˈhœʁzl̩] ⓘ）是德国图林根州哥达县的市镇，面积70.44平方千米，2023年12月31日人口为4,649人。该市镇于2011年12月1日年由市镇阿斯帕赫、埃本海姆、弗勒特施泰特、赫瑟爾高、劳哈、梅希特施泰特、梅特巴赫、托伊特莱本、特吕格莱本和魏恩加滕合并而成，得名于赫瑟爾河。